# II. třída okresu Domažlice
 II. třída okresu Domažlice (okresní přebor II. třídy) tvoří s ostatními skupinami II. třídy osmou nejvyšší fotbalovou soutěž v České republice. Hraje se každý rok od léta do jara se zimní přestávkou. Na konci ročníku nejlepší tým postupuje do I. B třídy Plzeňského kraje (do skupiny A) a dva nejhorší týmy sestoupí do III. třídy okresu Domažlice.

## Vítězové
| Ročník    | Vítězný tým                           |
| --------- | ------------------------------------- |
| 2004/2005 | FC Dynamo Horšovský Týn               |
| 2005/2006 | TJ Slavoj Koloveč A                   |
| 2006/2007 | Sokol Všeruby                         |
| 2007/2008 | TJ Sokol Mrákov                       |
| 2008/2009 | Sokol Krchleby                        |
| 2009/2010 | 1.FC Horšovský Týn                    |
| 2010/2011 | TJ Slavoj Koloveč „B“                 |
| 2011/2012 | TJ Start Tlumačov                     |
| 2012/2013 | SK Kdyně 1920                         |
| 2013/2014 | Sokol Milavče                         |
| 2014/2015 | Start Bělá nad Radbuzou               |
| 2015/2016 | TJ Sokol Mrákov                       |
| 2016/2017 | Spartak První ch. Klenčí              |
| 2017/2018 | Sokol Krchleby                        |
| 2018/2019 | Spartak První ch. Klenčí              |
| 2019/2020 | Zrušeno z důvodu pandemie koronaviru. |
| 2020/2021 | Zrušeno z důvodu pandemie koronaviru. |
| 2021/2022 | TJ Slavoj Koloveč A                   |
| 2022/2023 | TJ Slavoj Koloveč „B“                 |
| 2023/2024 | TJ ZD Meclov                          |
| 2024/2025 | TJ Sokol Újezd                        |